# Küçükaküzüm, Akyaka
Küçükaküzüm là một xã thuộc huyện Akyaka, tỉnh Kars, Thổ Nhĩ Kỳ. Dân số thời điểm năm 2010 là 81 người.